# Antsla (Fluss)
Der Antsla-Fluss (estnisch Antsla jõgi) ist ein 25 km langer Fluss im Süden Estlands.
Der Antsla-Fluss entspringt See Lõõdla (Kreis Võru). Er mündet in den Fluss Väike-Emajõgi. Sein wichtigster Nebenfluss ist der Bach Lambahanna oja.
Das Einzugsgebiet umfasst etwa 135 km².